# Evelyn Lau
Evelyn Lau (ur. 2 lipca 1971 r.) – kanadyjska poetka i pisarka.
Prowadziła burzliwe życie na ulicach Vancouveru. Jako młoda dziewczyna uciekła z domu. Została prostytutką i narkomanką.
W wieku siedemnastu lat napisała swoją pierwszą powieść autobiograficzną Uciekinierka. 

## Powieści
- Uciekinierka
- Inne kobiety

## Poezja
- You Are Not Who You Claim – 1990
- Oedipal Dreams – 1992
- In the House of Slaves – 1994
- Treble – 2005
- The Monk's Song

## Nagrody
- Milton Acorn People's Award